# Paavo Aaltonen
Paavo Johannes Aaltonen (Kemi, 11 dicembre 1919 – Sipoo, 9 settembre 1962) è stato un ginnasta finlandese.
Ha vinto ben cinque medaglie olimpiche nella ginnastica artistica, di cui quattro alle Olimpiadi di Londra 1948 e una alle Olimpiadi di Helsinki 1952. A Londra nel 1948 ha conquistato tre medaglie d'oro, una nella specialità cavallo con maniglie, una nel volteggio e una nel concorso a squadre maschile ed ha anche ottenuto una medaglia di bronzo nel concorso individuale maschile; mentre nella successiva edizione dei giochi svoltasi a Helsinki nel 1952 ha conquistato una medaglia di bronzo nel concorso a squadre maschile.